# Germán Johansen
Germán Johansen (ur. 2 września 1995 w Buenos Aires) – argentyński siatkarz, grający na pozycji atakującego. 

## Sukcesy klubowe
Liga niemiecka:
- 2019

Liga szwajcarska:
- 2021

## Sukcesy reprezentacyjne
Mistrzostwa Świata Juniorów:
- 2015

Puchar Panamerykański:
- 2018
- 2016, 2019

Mistrzostwa Ameryki Południowej U-23:
- 2016

Puchar Panamerykański U-23:
- 2016

Mistrzostwa Świata U-23:
- 2017

Igrzyska Panamerykańskie:
- 2019

Mistrzostwa Ameryki Południowej:
- 2019

## Nagrody indywidualne
- 2016: Najlepszy atakujący Mistrzostw Ameryki Południowej U-23
- 2016: MVP Pucharu Panamerykańskiego U-23
- 2017: MVP Mistrzostw Świata U-23